# کونستانتین گالکا
کونستانتین گالکا (رومانیایی: Constantin Gâlcă؛ زادهٔ ۸ مارس ۱۹۷۲) بازیکن سابق و مربی فوتبال اهل رومانی است.
از باشگاه‌هایی که در آن بازی کرده‌است می‌توان به باشگاه فوتبال بارسلونا، باشگاه فوتبال استوا بخارست، باشگاه فوتبال اسپانیول، باشگاه فوتبال آلمریا، باشگاه فوتبال ویارئال، باشگاه فوتبال رئال ساراگوسا، باشگاه خیمناستیک تاراگونا، و باشگاه ورزشی رئال مایورکا اشاره کرد.
وی همچنین در تیم ملی فوتبال رومانی بازی کرده‌است.